# Cymindis chodjaii
Cymindis chodjaii es una especie de coleóptero de la familia Carabidae.

## Distribución geográfica
Habita en Irán.